# إست نفرت الثانية
إست نفرت الثانية، هي ملكة مصرية قديمة غير حاكمة أو زوجة ملك، عاشت في عهد الأسرة التاسعة عشرة، وهي واحدة من الزوجات الملكيات العظميات للملك مرنبتاح.

## عائلتها
الملكة إست نفرت الثانية قد تكون ابنة الأمير خعمواست، وإذا ما كان الأمر كذلك تكون قد تزوجت من عمها مرنبتاح.
وهناك احتمال آخر أن إست نفرت الثانية هي ابنة الملك رعمسيس الثاني وربما ابنة الملكة إست نفرت الأولى.
ويشمل أطفالها:
- الأمير سيتي مرنبتاح، الذي ارتقى العرش فيما بعد باسم سيتي الثاني.[1]
- الأمير مرنبتاح، ابن الملك، مدير الأعمال في الأرضين، و قائد عام للجيش.[2]
- الأمير خعمواست، ابن الملك، مصور في معبد الكرنك.[3]
- ربما الأميرة إست نفرت(؟)، ابنة الملك المذكورة في سجل سفينة متحف ليدن.[2]

## ألقابها
- ربة الأرضين.
- زوجة الملك العظمى.
- سيدة مصر العليا والسفلى (الشمال والجنوب).
- زوجة الملك.[4]

## حياتها
نشأت الملكة إست نفرت الثانية خلال عهد الملك رعمسيس الثاني، الذي يحتمل كونه جدها إذا كانت ابنة الأمير خعمواست، ويحتمل بشكل قوي أن تكون قد نشأت في منف، أو بررعمسيس بشكل أقل احتمالية.
وتظهر الملكة إست نفرت الثانية عدة مرات خلال عهد زوجها:
- فهي مصورة على تمثال اغتصبه زوجها من الملك أمنحتب الثالث.
- كما تظهر على لوحة الوزير بانحسي في جبل السلسلة، وتقع هذه اللوحة في مزار الوزير ويصور عليها الملك مرنبتاح والملكة إست نفرت والأمير سيتي مرنبتاح مع الوزير أمام الإلهين آمون رع وبتاح.[6]
- وهناك صورة أخرى تقع في معبد حورمحب في جبل السلسلة تصور مرنبتاح تليه الملكة إست نفرت الثانية والوزير بانحسي، بينما يقدمان صورة الإلهة ماعت للإلهين آمون رع وموت.[7]
- على تمثال صغير مكرّس من قبل الوزير بانحسي في جبل السلسلة.

## وفاتها ومدفنها
ولا يعرف متى أو أين توفيت إست نفرت الثانية أو أين دفنت. وإذا كانت إست نفرت الثانية ابنة خعمواست، فقد تكون قد دفن في سقارة. فقد تم اكتشاف قبر سيدة ملكية اسمها إست نفرت مؤخرا في سقارة أثناء الحفريات من قبل جامعة واسيدا.